# Their Only Son (film 1911)
Their Only Son è un cortometraggio muto del 1911 diretto da  Francis Boggs.

## Produzione
Il film fu prodotto dalla Selig Polyscope Company.

## Distribuzione
Distribuito dalla General Film Company, il film - un cortometraggio di una bobina - uscì nelle sale cinematografiche statunitensi il 10 agosto 1911.